# 熱帶風暴黃蜂 (2002年)
熱帶風暴黃蜂（英語：Tropical Storm Vongfong，國際編號：0214，聯合颱風警報中心：20W，菲律賓大氣地球物理和天文管理局：Milenyo）為2002年太平洋颱風季第十四個被命名的風暴。「黃蜂」一名由澳門提供，是指黃蜂這種昆蟲。

## 發展過程
一个低壓區於8月15日在西沙島東南偏南約280公里處發展為一熱帶低氣壓，最初兩天向東北緩慢移動，8月17日轉向西北偏西推進。该热带低气压於8月18日增強為一熱帶風暴，并被命名为黄蜂，後再轉向西北偏北移動。
8月19日，黃蜂加速移向廣東西部海岸，香港天文台认为它在當日下午增強為一強烈熱帶風暴。黃蜂掠過海南省文昌市龍樓鎮後，於同日晚上在廣東省湛江市坡頭區南三鎮附近登陸。黃蜂於20日凌晨減弱為熱帶風暴，數小時後，在廣西壯族自治區來賓市象州縣運江鎮內再減弱為熱帶低氣壓，並於稍後時間在廣西壯族自治區河池市環江毛南族自治縣下南鄉減弱為低壓區。

## 影響

### 香港
當地最高熱帶氣旋警告信號： 一號戒備信號
在香港，一號戒備信號在八月十七日晚上10時45分發出，當時黃蜂位於香港南面約660公里。本港初時吹和緩至清勁的東至東北風，但其後兩天隨著黃蜂逐步增強及移近廣東西部海岸。黃蜂的外圍雨帶亦為本港帶來零散狂風驟雨。黃蜂在八月十九日晚上七至十一時最接近香港，當時它位於香港西南偏西約390公里。天文台於八月十八日下午4時左右錄得最低瞬時海平面氣壓1000.9百帕斯卡。隨著黃蜂移入內陸及減弱，一號戒備信號在八月二十日上午6時30分取消。當時熱帶低氣壓黃蜂已移至香港西北偏西約530公里，香港已在黃蜂的環流之外。就在不足兩小時後，天文台於8時25分發出強烈季候風信號，並指「中國東南部的高壓脊及伴隨黃蜂的季候風正為廣東沿岸海域帶來一股達強風程度的東南風」。但隨著黃蜂減弱為低壓區，強烈季候風信號維持1小時25分鐘後取消。
在黃蜂影響香港期間，一艘內河船在香港西南面約60公里處擱淺，所有船員均由政府飛行服務隊救起。在牛頭角有一人被跌下來的簷篷擦傷，另一人則在屯門被吹斷的樹枝割傷肩部，香港島及新界亦有大樹被風吹倒。

#### 爭議
自2001年7月玉兔事件後，香港天文台為避免商界再次指責錯發更高熱帶氣旋警告信號做成經濟損失，慢慢地只根據維多利亞港內的風力作為懸掛/發出信號的唯一標準，但是天文台同時忽視了該處風力已受建築物屏蔽，會比市區其他當風的測風站測得較低風力讀數。天文台在2002年8月對發出三號及八號信號的態度極度保守及嚴苛，維多利亞港內的風力未達強風程度便拒絕發出三號強風信號，當時天文台於8月19日下午4時認為黃蜂已差不多到達最接近香港的位置，在香港西南約400公里掠過，因港內風力未達強風程度而拒絕發出三號強風信號。然而港內的啟德站在晚上7時錄得一小時平均風速達41公里達強風程度，當時黃蜂集結在香港西南偏西約390公里。
8月19日凌晨時分，香港天文台首次提及早上有可能需要發出三號強風信號，當時南部離岸海域已吹強風，陣風間中達烈風程度。隨著副熱帶高壓脊逐漸增強，黃蜂開始加快移動速度，同時華南及南海北部一帶的氣壓梯度變得更大，當時香港各區風勢開始明顯增強。直到當日下午1時48分的熱帶氣旋警報中，天文台明確地表示「今日後期及明早港內有機會吹強風，天文台將會在未來一兩小時發出三號強風信號」。
一小時後，黃蜂被香港天文台升格為強烈熱帶風暴（同時，鄰近的澳門氣象局懸掛三號風球），但再過一小時，天文台仍然沒有發出三號強風信號，並指「黃蜂下午移動速度加快，現已差不多到達最接近香港的位置，並且保持在三百公里以外。目前，港內風力未達強風程度。按照黃蜂的預測途徑，未來數小時風力顯著加強的機會不大。因此，現時無需發出三號強風信號。不過，黃蜂的威脅仍未完全解除，市民切勿鬆懈」，把原有決定推翻。
然而，黃蜂雖然顯著加速至時速25公里，但其移動方向整天都保持相當穩定，實在令人難以明白為何兩小時間黃蜂對香港的威脅會大減。當日下午過後黃蜂和香港的距離大致維持在400公里左右，黃蜂加速的原因主要是副熱帶高壓脊的增強，這也意味著副高和黃蜂之間的氣壓梯度不斷加大，香港正好位於兩者之間，因此雖然黃蜂和香港的距離大致不變，但香港風勢則不斷增強，大部分地區的最高風速均在8月19日晚上至8月20日清晨間錄得的。
當晚約8時，黃蜂到達最接近香港的位置，當時位於香港西南偏西約390公里，並在湛江附近登陸。啟德在晚上7時錄得一小時平均風速達41公里達強風程度，九龍天星碼頭則在8月20日凌晨1時錄得一小時平均風速達每小時40公里，只差些便達強風程度。然而港內錄得強風後，天文台在熱帶氣旋警報中隻字不提，只提及香港西南部離岸及高地吹強風。顯示天文台沒有根據當日的風勢發出三號強風信號，即使港內錄得強風，亦選擇隱瞞事實欺騙市民，並拒絕承認出錯，只在翌年出版的熱帶氣旋報告指出8月18日晚上7時啟德錄得一小時平均風速達41公里。

### 澳門
當地最高熱帶氣旋警告信號：  三號風球
八月十五日晚上八時，在澳門以南約870公里的中國南海上（北緯14.3度、東經113.6度）有壹低壓區 發展成熱帶低氣壓；初時在附近徘徊，逐漸以東北至東北偏北方向移動。 自十七日早上八時，改向西北至西北偏西方向移動，並於十八日凌晨零時，在北緯16.4度、東經113.4 度的海面上加強為熱帶風暴，其中心氣壓為986百帕斯卡，接近中心最高風力為每小時65公里；八小時 後，獲命名「黃蜂」，編號0214；同日下午四時，突然轉向北至西北方向移動，並逐漸加速至每小時 約25公里，趨向澳門以西的廣東省沿岸。 黃蜂曾於十九日下午二時，在海南島以東離岸不遠的海面上（北緯19.8度、東經111.2度）增強為強烈 熱帶風暴，其中心氣壓降至978 百帕斯卡，接近中心最高風力達每小時92公里。兩小時後，於下午四時 掠過海南島東北角後，保持時速25公里向西北偏北方向前進。 於十九日晚上十時，在澳門西南偏西約300公里（北緯21.4度、東經110.7度）的地方，即湛江附近登 陸，並最接近澳門。接著，繼續迅速地向西北方向推進；兩時後，於二十日凌晨零時，減弱為熱帶風暴，於凌晨二時在廣西省內減弱為熱帶低氣壓，並逐漸在內陸消亡。
八月十八日
00:00
一號風球
八月十九日
14:00
三號風球
八月二十日
10:00
除下所有風球

### 中国大陆

#### 廣西
與黃蜂相關的大雨在中國西南部造成水浸。在廣西，山泥傾瀉及房屋倒塌導致最少8人死亡，另有數以千計居民被洪水圍困，部份地區的通訊及供電服務中斷。據報導黃蜂在廣西造成的直接經濟損失逾3億元人民幣。

#### 海南島
當黃蜂掠過海南島時，當地機場被逼關閉，來往廣東的海上交通亦要暫停。

## 熱帶氣旋信號使用記錄
| 香港天文台 熱帶氣旋警告信號 | 香港天文台 熱帶氣旋警告信號 | 香港天文台 熱帶氣旋警告信號 |
| --------------------------- | --------------------------- | --------------------------- |
| 上一熱帶氣旋                | 一號戒備信號                | 下一熱帶氣旋                |
| 強烈熱帶風暴北冕            | 一號戒備信號                | 強烈熱帶風暴黑格比          |

| 澳門氣象局 熱帶氣旋信號 | 澳門氣象局 熱帶氣旋信號 | 澳門氣象局 熱帶氣旋信號 |
| ----------------------- | ----------------------- | ----------------------- |
| 上一熱帶氣旋            | 一號風球                | 下一熱帶氣旋            |
| 強烈熱帶風暴北冕        | 一號風球                | 強烈熱帶風暴黑格比      |
| 颱風百合                | 三號風球                | 強烈熱帶風暴黑格比      |

## 外部連結
- （日語）http://www.jma.go.jp/ （页面存档备份，存于） 日本氣象廳首頁
- （英文）http://www.usno.navy.mil/JTWC/ （页面存档备份，存于） 聯合颱風警報中心首頁
- （简体中文）https://web.archive.org/web/20120928121548/http://www.nmc.gov.cn/ 中央氣象台首頁
- （繁體中文）http://www.cwb.gov.tw/ （页面存档备份，存于） 中央氣象局首頁
- （繁體中文）http://www.hko.gov.hk/ （页面存档备份，存于） 香港天文台首頁
- （繁體中文）http://www.smg.gov.mo/ （页面存档备份，存于） 澳門地球物理暨氣象局首頁

1. ↑  .   [2016-12-12]. （原始内容存档于2017-03-05）.
2. ↑  .   [2016-12-12]. （原始内容存档于2017-03-05）.